# Oratorio di Santa Maria (Bedano)
La chiesa-oratorio di Santa Maria è situata a Bedano è una costruzione trecentesca.

## Storia
L'oratorio fu edificato tra il 1365 e il 1367 da Turcolo ed Antonio de Fontanella da Como, che cedettero il giuspatronato alla famiglia Rusca. Subì trasformazioni poco prima del 1636. Il campanile fu aggiunto nella prima metà del XIX secolo.

## Descrizione
L'edificio si presenta ad aula unica, col soffitto ligneo a vista; il coro è coperto da una volta a vela e a botte lunettata dipinta in stile neoclassico nel secolo XIX. La nicchia dell'altare custodisce la statua seicentesca della Madonna. 
Le pareti laterali furono affrescate da diversi pittori della fine del XIV-inizio del XV secolo.

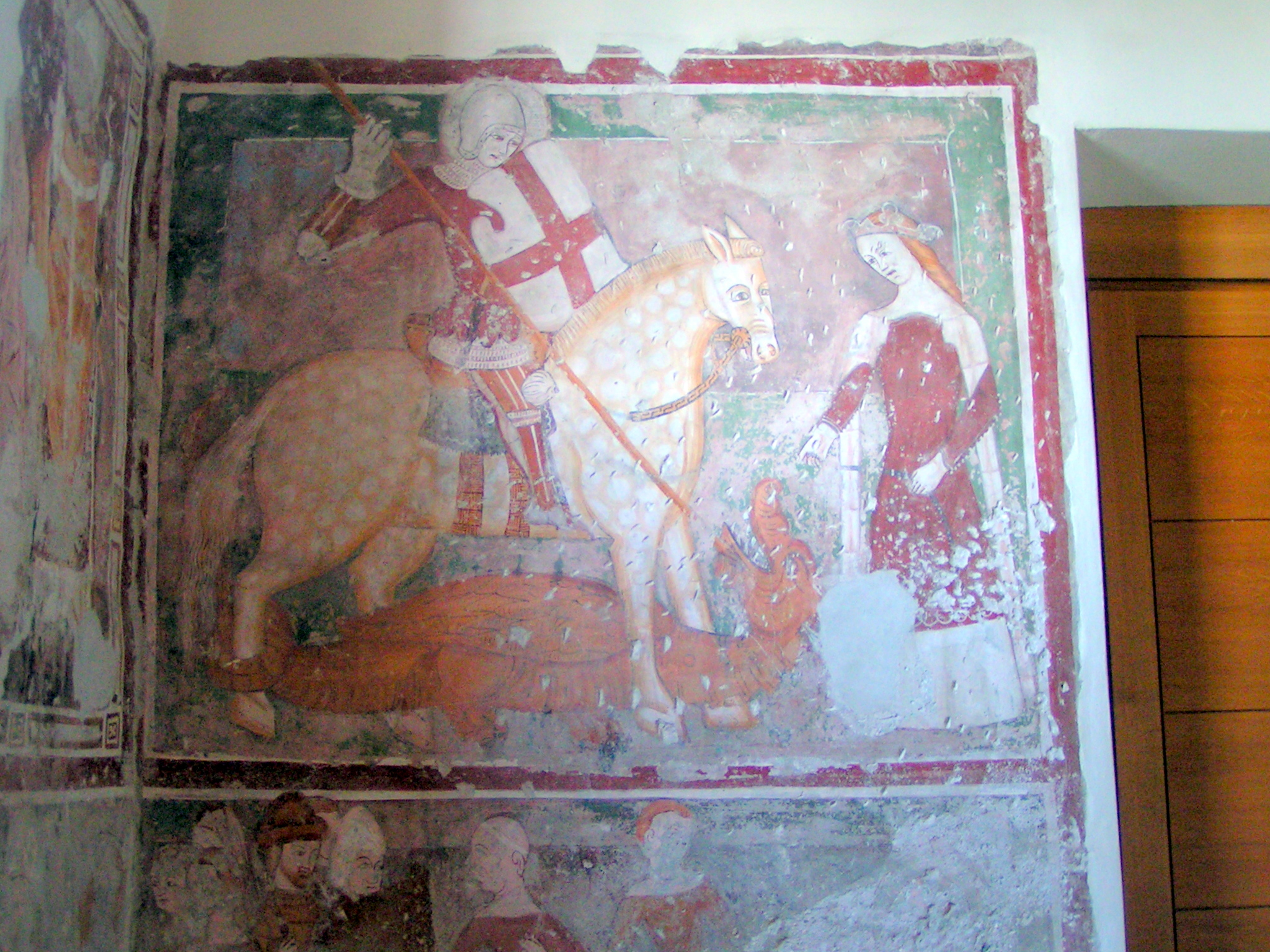
affreschi parete ovest
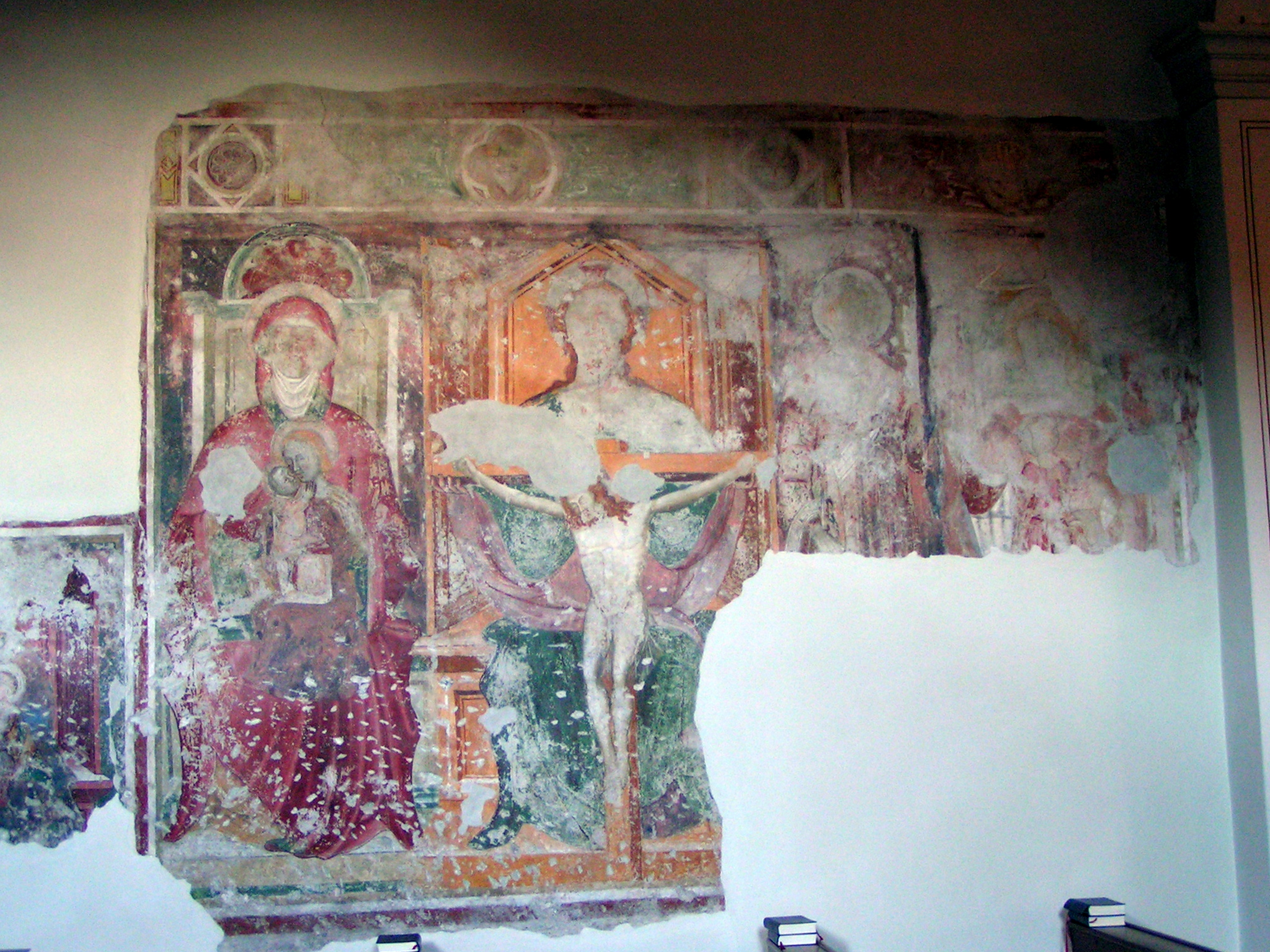
affreschi parete nord